# 375年
| 千纪： | 1千纪                                                                                           |
| 世纪： | 3世纪 \| 4世纪 \| 5世纪                                                                         |
| 年代： | 340年代 \| 350年代 \| 360年代 \| 370年代 \| 380年代 \| 390年代 \| 400年代                       |
| 年份： | 370年 \| 371年 \| 372年 \| 373年 \| 374年 \| 375年 \| 376年 \| 377年 \| 378年 \| 379年 \| 380年 |
| 纪年： | 乙亥年（猪年）；东晋宁康三年；前凉咸安五年；代国建国三十八年；前秦建元十一年                    |

## 大事记
- 匈奴大敗東哥德，使其被迫西遷至匈牙利一帶，日耳曼民族開始大遷徙。

## 出生
- 王誕，東晉前丞相王導的曾孫
- 毛修之
- 臧熹

## 逝世
- 6月16日：王坦之，東晉政治人物。（330年出生，45歲）
- 瓦倫提尼安一世，羅馬帝國皇帝。
- 王猛，苻秦丞相
- 王坦之，東晉太原王氏族人，尚書令王述之子，桓溫死後與謝安等人輔政。